# Günter Grell (Journalist)
Günter Grell (* 14. September 1926 in Babelsberg; † 26. Juni 1952 in Moskau) war ein deutscher Journalist und Jugendpolitiker. Er war von 1949 bis 1950 Abgeordneter des Volksrates der SBZ bzw. der Provisorischen Volkskammer der DDR.

## Leben
Grell, gelernter Werkzeugmacher, leistete während des Zweiten Weltkriegs Kriegsdienst in der Wehrmacht und geriet bei Kriegsende in sowjetische Kriegsgefangenschaft.

### Journalist und Abgeordneter der Volkskammer der DDR
Nach seiner Entlassung wurde er ab März 1948 als freier Zeitungsjournalist tätig. Im selben Jahr wurde er Mitglied des FDGB, der NDPD und der FDJ. Er wurde stellvertretender Kreisvorsitzender der NDPD in Potsdam und Jugendreferent der Partei. Ab Februar 1949 arbeitete er beim FDGB-Landesvorstand Brandenburg und schrieb Artikel für die Gewerkschaftszeitung „Tribüne“. Im September 1949 wurde er Redakteur der „National-Zeitung“. Gleichzeitig arbeitete er für den „Allgemeinen Deutschen Nachrichtendienst“. Ab Mai 1949 vertrat er die FDJ als jüngstes Mitglied im 2. Volksrat der SBZ bzw. ab Oktober 1949 in der Provisorischen Volkskammer der DDR. Am 10. November 1949 wurde er mit Erich Honecker in den Jugendausschuss der Volkskammer gewählt. Im Januar 1950 erfolgte sein Ausschluss aus der NDPD und ein Antrag auf Ausschluss aus der Volkskammer. 

### CIA-Agent
Anfang März 1950 flüchtete Grell nach West-Berlin und ließ sich während des Aufnahmeverfahrens als politischer Flüchtling in Berlin-Marienfelde von der CIA anwerben. Er bekam den Decknamen „John Helmert“ und sollte Agenten in der DDR anwerben. Er bekam jedoch keine Agentenschulung und verhielt sich sehr ungeschickt, indem er wahllos Leute ansprach. Nachdem einige seiner Kontaktversuche beim Ministerium für Staatssicherheit (MfS) angezeigt wurden, kam es zu einer Überwachung durch das MfS und schließlich am 2. November 1951 bei einem bestellten Treffen in der Lohmühlenstraße unweit der Zonengrenze zur Verschleppung nach Berlin-Treptow. Nach kurzem Verhör wurde er an das Ministerium für Staatssicherheit der UdSSR (MGB) in Potsdam überstellt. Am 16. April 1952 wurde er vom Sowjetischen Militärtribunal (SMT) Nr. 48240 in Potsdam wegen angeblicher Spionage und Mitgliedschaft in einer konterrevolutionären Organisation zum Tode durch Erschießen verurteilt. Sein Gnadengesuch wurde am 20. Juni 1952 vom Präsidium des Obersten Sowjets der UdSSR abgelehnt. Das Urteil wurde am 26. Juni 1952 in Moskau vollstreckt. Am 12. April 2001 rehabilitierten ihn russische Militärstaatsanwälte.

## Der Fall Horst Bienek
Auch der Name des Schriftstellers Horst Bienek war in Grells Adressbuch verzeichnet. Das führte zur Überwachung, Hausdurchsuchung und Verurteilung Bieneks zu 25 Jahren Zwangsarbeit in Workuta. Einer der beiden Vorwürfe gegen Bienek war der Umstand, dass Grell, den er kannte und zufällig in West-Berlin auf dem Kurfürstendamm traf, Bienek zu Kaffee und Kuchen einlud und ihn bat, ihm ein frei verkäufliches Potsdamer Telefonbuch zu besorgen, was Bienek zwei Wochen später auch tat. Nach seiner Verhaftung nach dem 9. November 1951 wurde Bienek Grell gegenübergestellt. „Er (Grell) hatte Wunden und Verbände im Gesicht: Sag alles, sagte er zu mir. Ich habe alles gestanden...“.